# Anna Potocka (1779–1867)
Anna Maria Ewa Apolonia z Tyszkiewiczów herbu Leliwa I voto Potocka, II voto Dunin Wąsowiczowa (ur. 26 marca 1779 w Warszawie, zm. 16 sierpnia 1867 w Paryżu) – polska pamiętnikarka.

## Życiorys
Córka Ludwika Tyszkiewicza, pisarza wielkiego litewskiego, i Konstancji Poniatowskiej, bratanicy króla Stanisława Augusta. Wychowywała się w Białymstoku pod opieką francuskiej guwernantki na dworze swej ciotecznej babki, hetmanowej Izabeli Branickiej, siostry króla Stanisława Augusta. Zamężna z Aleksandrem Stanisławem hr. Potockim, synem Stanisława Kostki Potockiego. Poślubiła go 15 maja 1805 roku w Wilnie, jednak związek został zakończony rozwodem. Powtórnie wyszła za mąż za Stanisława hr. Dunin-Wąsowicza, adiutanta Napoleona I.

## Twórczość
Zostawiła pamiętniki francuskie z lat 1794–1820, wyd. w roku 1897 przez Kazimierza Stryjeńskiego, w przekładzie polskim w roku 1898, Wspomnienia naocznego świadka, 2 tomy, ważne źródło historyczne, ponadto Un voyage d'Italie 1826–1827 (wyd. 1899).

### Ważniejsze utwory
- Souvenir d'un témoin oculaire. I partie: Pourquoi j'écris; II partie: Voyage en France; III partie: Retour en Pologne; IV partie: Voyage d'Italie, powst. w latach 1812-1857-1860; rękopis: cz. 1-3 (autograf brulionu) Archiwum Główne Akt Dawnych (Archiwum Wilanowskie, sygn. 308a/I-III); tam też pod sygn. 308b znajduje się autograf (czystopis) wersji zmienionej i skróconej: Souvenirs. I partie: Souvenirs d'un témoin oculaire; II partie: Voyage en France – oraz autograf (czystopis) cz. 4.
- Części 1-3 wyd. (skrócone) K. Stryjeński: Mémoires de la comtesse Potocka (1794-1820), Paryż 1897 (5 wydań); wyd. następne: (wyd. 9) Paryż 1911; (wyd. 12) Paryż 1924 – cz. 4 wydana (jak wyżej) K. Stryjeński: Voyage d'Italie (1826-1827)..., Paryż 1899.
- Przekład polski: J. A.: Pamiętniki... cz. 1-3, z przedmową P. Chmielowskiego, t. 1-2, Warszawa 1898 "Biblioteka Dzieł Wyborowych" nr 32-33; pierwodruk fragm.: Z pamiętników p. Anny Wąsowiczowej z Tyszkiewiczów. I. Pałac w Białymstoku; II. Łańcut i Puławy, "Przegląd Polski" 1896 t. 4, s. 1-26; (przekł. według wyd. francuskiego z wyraźnymi śladami interwencji cenzury, zwłaszcza w cz. 3).
- Wydania następne: Wspomnienia naocznego świadka (cz. 1-3), oprac. B. Grochulska; przekł. J. R.(!) przejrzała i uzupełniła na podst. rękopisu: sygn. 308a Z. Lewinówna; (Warszawa) 1965 "Biblioteka Pamiętnikarzy Polskich i Obcych"; pierwodruk fragm. "Mówią wieki" 1959 nr 8.

Przekłady:
- angielski: Kopenhaga (inform. B. Grochulska)
- czeski cz. 1-3: J. Staněk: Paměti z let 1794-1820, Praga 1906 (według wyd. 7 francuskiego)
- duński: Kopenhaga (inform. B. Grochulska)
- niemiecki cz. 1-4: O. Marschall von Bieberstein: Die Memoiren... t. 1-2, Lipsk 1899-1900
- rosyjski: Miemuary grafini..., "Istoriczeskij wiestnik" t. 68/69 (1897) – A. N. Kudrjawcew, Petersburg 1915.

### Listy i materiały
- Korespondencja z Aleksandrem Potockim z lat 1805-1831, rękopis: Archiwum Główne Akt Dawnych (Archiwum Wilanowskie, sygn. 294 – około 300 listów wraz z brulionami odpowiedzi
- Listy do S. K. Potockiego, rękopis: Archiwum Główne Akt Dawnych (Archiwum Wilanowskie, sygn. 265)
- Do S. Dunin-Wąsowicza z roku 1855, rękopis: Biblioteka Narodowa, sygn. III 5992
- Listy do A. J. Czartoryskiego, rękopis: Biblioteka Czartoryskich, sygn. Ew. 1005 (Archiwum Domowe, nr 437).

Zobacz też następujące zespoły rękopisów: Archiwum Wąsowiczowej i Archiwum gospodarcze wilanowskie w Archiwum Głównym Akt Dawnych (Archiwum Wilanowskie); Archiwum Krzeszowickie w Wojewódzkim Archiwum Państwowym Kraków; Biblioteka Jagiellońska, sygn. 7544; Biblioteka Narodowa, sygn. 859.